# 薩利格尼鄉 (康斯坦察縣)
44°17′0″N 28°5′0″E / 44.28333°N 28.08333°E
薩利格尼鄉（羅馬尼亞語：Comuna Saligny, Constanța），是羅馬尼亞的鄉份，位於該國西南部，由康斯坦察縣負責管轄，面積32平方公里，海拔高度46米，2007年人口2,415，人口密度每平方公里74人。